# NGC 991
NGC 991 è una piccola galassia a spirale intermedia situata nella costellazione della Balena, a una distanza di circa 63 milioni di anni luce dalla nostra Via Lattea.

## Scoperta
La galassia è stata scoperta il 10 settembre 1785 dall'astronomo britannico di origine tedesca William Herschel.

## Descrizione
NGC 991 ha una classe di luminosità III e presenta una larga riga a 21 cm dell'idrogeno neutro.

## Gruppo di NGC 1084
NGC 991 appartiene al Gruppo di NGC 1084, un raggruppamento che comprende 14 galassie. Quelle inserite nel New General Catalogue sono: NGC 988, NGC 991, NGC 1022, NGC 1035, NGC 1042, NGC 1047, NGC 1051 (=NGC 961), NGC 1052, NGC 1084, NGC 1110 e NGC 1140. Queste galassie, tranne NGC 1047 e NGC 1140, sono incluse anche nella lista pubblicata sul sito Un Atlas de L'Univers di Richard Powell. Powell designa il raggruppamento come Gruppo di NGC 1052.

## Supernova
Il 28 agosto 1984, all'interno di NGC 991 è stata scoperta la supernova SN 1984L dall'astronomo amatoriale australiano Robert Evans. La supernova è stata classificata di tipo Ib.